# Eparchie kozelská
Eparchie Kozelsk je eparchie ruské pravoslavné církve nacházející se v Rusku.

## Území a titul biskupa
Zahrnuje správní hranice území Duminičského, Žizdrinského, Kozelského, Ljudinovského, Suchiničského, Uljanovského a Chvastovičského rajónu Kalužské oblasti.
Eparchiálnímu biskupovi náleží titul biskup kozelský a ljudinovský.

## Historie
Roku 1924 byl zřízen Kozelský vikariát kalužské eparchie. Po smrti biskupa Micheje (Alexejeva) roku 1931 nebyl vikariát obsazen.
Dne 2. října 2013 byla rozhodnutím Svatého synodu zřízena samostatná kozelská eparchie oddělením území z kalužské eparchie. 
Prvním eparchiálním biskupem se stal biskup ljudinovský a vikář kalužské eparchie Nikita (Ananěv).

## Seznam biskupů

### Kozelský vikariát kalužské eparchie
- 1924–1931 Michej (Alexejev)

### Kozelská eparchie
- 2013–2025 Nikita (Ananěv)
- od 2025 Makarij (Komogorov)